# Byttnerieae
Byttnerieae es una tribu de fanerógamas perteneciente a la familia Malvaceae.

## Géneros
- Ayenia - Byttneria - Megatritheca - Rayleya